# Cookeilanden op de Olympische Zomerspelen 1988
De Cookeilanden debuteerden op de Olympische Zomerspelen 1988 in Seoel, Zuid-Korea. De selectie bestaat uit zeven atleten, actief in drie verschillende sporten. Er werden geen medailles gewonnen.

## Deelnemers en resultaten
(m) = mannen, (v) = vrouwen 

### Atletiek
| Olympiër        | Discipline      | Resultaat | Prestatie                |
| --------------- | --------------- | --------- | ------------------------ |
| William Taramai | 400m (m)        | DNS       | serie 3: niet gestart    |
| William Taramai | 800m (m)        | 67e       | serie 9: 8ste in 1.58,80 |
|                 |                 |           |                          |
| Erin Tierney    | 100m (v)        | 60e       | serie 4: 8ste in 12,52   |
| Erin Tierney    | 200m (v)        | 56e       | serie 3: 8ste in 26,16   |
| Erin Tierney    | verspringen (v) | DNS       | 'niet gestart            |

### Boksen
| Olympiër         | Discipline | Resultaat | Prestatie                                                          |
| ---------------- | ---------- | --------- | ------------------------------------------------------------------ |
| Zekaria Williams | -51kg (m)  | 33e       | 1ste ronde: V van URS Skriabin: 0-5                                |
| Richard Pittman  | -57kg (m)  | 9e        | 1ste ronde: W van SWZ Mabuza: 4-1 2de ronde: V van ISR Shmuel: 0-5 |
| Terepai Maea     | -60kg (m)  | 33e       | 1ste ronde: V van JAM Kennedy: scheidsrechterlijke beslissing      |

### Gewichtheffen
| Olympiër        | Discipline | Resultaat | Prestatie                                                        |
| --------------- | ---------- | --------- | ---------------------------------------------------------------- |
| Joseph Kavuai   | -90kg (m)  | 25e       | trekken: 26ste met 85kg stoten: 25ste met 115kg totaal: 200kg    |
| Michael Tererui | -100kg (m) | 16e       | trekken: 18de met 105kg stoten: 16de met 137,5kg totaal: 242,5kg |

Afghanistan · Algerije · Amerikaanse Maagdeneilanden · Amerikaans-Samoa · Andorra · Angola · Antigua en Barbuda · Argentinië · Aruba · Australië · Bahama’s · Bahrein · Bangladesh · Barbados · België · Belize · Benin · Bermuda · Bhutan · Birma · Bolivia · Bondsrepubliek Duitsland · Botswana · Brazilië · Britse Maagdeneilanden · Brunei · Bulgarije · Burkina Faso · Canada · Centraal-Afrikaanse Republiek · Chili · China · Chinees Taipei · Colombia · Congo-Brazzaville · Cookeilanden · Costa Rica · Cyprus · Denemarken · Djibouti · Dominicaanse Republiek · Duitse Democratische Republiek · Ecuador · Egypte · El Salvador · Equatoriaal-Guinea · Fiji · Filipijnen · Finland · Frankrijk · Gabon · Gambia · Ghana · Grenada · Griekenland · Groot-Brittannië · Guam · Guatemala · Guinee · Guyana · Haïti · Honduras · Hongarije · Hongkong · Ierland · IJsland · India · Indonesië · Irak · Iran · Israël · Italië · Ivoorkust · Jamaica · Japan · Joegoslavië · Jordanië · Kaaimaneilanden · Kameroen · Kenia · Koeweit · Laos · Lesotho · Libanon · Liberia · Libië · Liechtenstein · Luxemburg · Malawi · Malediven · Maleisië · Mali · Malta · Marokko · Mauritanië · Mauritius · Mexico · Monaco · Mongolië · Mozambique · Nederland · Nederlandse Antillen · Nepal · Nieuw-Zeeland · Niger · Nigeria · Noord-Jemen · Noorwegen · Oeganda · Oman · Oostenrijk · Pakistan · Panama · Papoea-Nieuw-Guinea · Paraguay · Peru · Polen · Portugal · Puerto Rico · Qatar · Roemenië · Rwanda · Saint Vincent en de Grenadines · Salomonseilanden · Samoa · San Marino · Saoedi-Arabië · Senegal · Sierra Leone · Singapore · Soedan · Somalië · Sovjet-Unie · Spanje · Sri Lanka · Suriname · Swaziland · Syrië · Tanzania · Thailand · Togo · Tonga · Trinidad en Tobago · Tsjaad · Tsjecho-Slowakije · Tunesië · Turkije · Uruguay · Vanuatu · Venezuela · Verenigde Arabische Emiraten · Verenigde Staten · Vietnam · Zaïre · Zambia · Zimbabwe · Zuid-Jemen · Zuid-Korea · Zweden · Zwitserland